# La cultura popular en la Edad Media y el Renacimiento

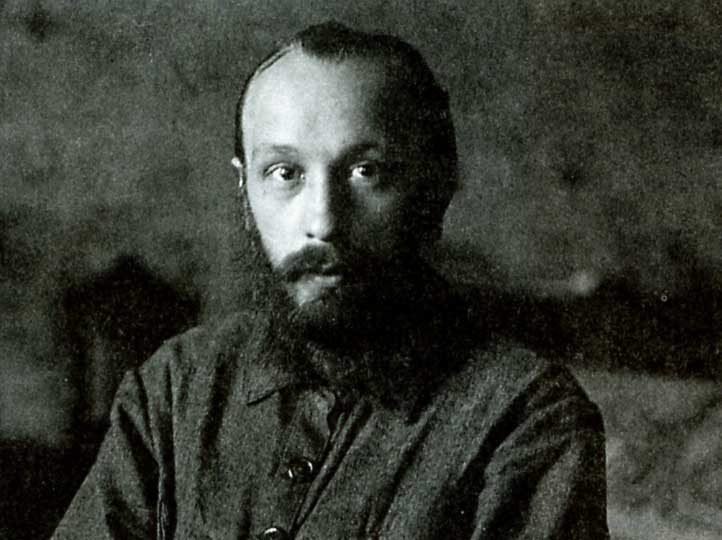
Retrato de Mijaíl Bajtín

La cultura popular en la Edad Media y el Renacimiento: El contexto de François Rabelais (en ruso: Творчество Франсуа Рабле и народная культура средневековья и Ренессанса, Tvorčestvo Fransua Rable i narodnaja kul'tura srednevekov'ja i Renessansa) es un libro del filósofo y crítico literario ruso Mijaíl Bajtín. Publicado en 1965, está considerado un clásico de los estudios renacentistas, y una obra clave para comprender la literatura y la cultura popular.
Esta obra explora el carácter de la cultura de la Edad Media y el Renacimiento como lo describe François Rabelais, sobre todo en su novela Gargantúa y Pantagruel. Bajtín afirma que, durante siglos, la obra de Rabelais fue malinterpretada. Intenta presentarla bajo una nueva luz y aclarar las intenciones del escritor francés a través de recuperar fragmentos de la novela que antes habían sido ignorados o eliminados. También, con el mismo fin, analiza el sistema social del Renacimiento, para encontrar el equilibrio entre las expresiones que estaban permitidas y las que no lo estaban. Bajtín identifica dos subtextos importantes: el carnaval, al que considera una institución social, y el realismo grotesco, que define como un tropo literario. El libro también examina la interacción entre lo social y lo literario, al igual que la significación del cuerpo.

## Historia del libro
Bajtín terminó su libro sobre Rabelais, originalmente titulado Rabelais en la historia del realismo en 1940. Luego de que varios intentos de publicarlo fracasaran, la envió como una tesis para el título Candidato de ciencias en el Instituto Gorki de Literatura Mundial en Moscú. Durante la defensa de su tesis, en 1946, los tres oponentes oficiales estuvieron de acuerdo en concederle a Bajtín un grado más alto, el de Doctor en Ciencias, y su moción fue aceptada, con un margen de mayoría escaso. Sin embargo, luego de un ataque hacia el instituto, que salió publicado en la prensa de ese entonces, y luego de seis revisiones y deliberaciones reiteradas, el VAK de la Unión Soviética decidió que el teórico solo recibiría el grado de Candidato, que equivale a un doctorado en investigación. El libro se publicó en ruso en 1965, bajo el título Rabelais y la cultura del pueblo de la Edad Media y el Renacimiento. En 1968, Hélène Iswolsky realizó su traducción al inglés y la tituló Rabelais and His World.
En cuanto a su llegada al mundo hispanohablante, la primera edición en español de la obra de Bajtín sobre Rabelais fue publicada por Barral Editorial en 1971 bajo el título de La cultura popular en la Edad Media y el Renacimiento: El contexto de François Rabelais. La traducción de esta edición corrió a cargo de Julio Forcat y César Conroy. Gracias a la traducción y difusión de obras críticas sobre Rabelais, como la de Bajtín, el autor francés se hizo conocido en España y se tradujo al gallego, al catalán y al castellano.

## Conceptos básicos

### El carnaval
Para Bajtín, el carnaval está asociado con lo colectivo. Quienes van a un carnaval no forman solo una multitud, sino que forman parte de un todo, mezclados de tal forma que se desafía el orden socioeconómico y político. Según el teórico, todos son iguales durante el carnaval. En la plaza pública se generaría un contacto libre y cercano entre personas normalmente separadas por la casta, la propiedad, la profesión y la edad. La atmósfera del carnaval hace que los estratos más bajos de la vida se vuelvan más importantes, de forma opuesta a las funciones más elevadas (el pensamiento, el discurso y el alma), que generalmente están en una posición más importante en el orden de los significados. Durante esta fiesta, el sentido único del tiempo y el espacio hace que los individuos sientan que son parte de una colectividad, al punto de que dejan de ser ellos mismos. Es en este momento cuando, a través del disfraz y la máscara, el individuo cambia su cuerpo y se renueva. Ý por otra parte, a la vez existe un marcado sentimiento de una unidad y una comunidad sensorial, material y corporal.

### El grotesco
En el cuerpo grotesco, se pone el énfasis en lo abierto, en lo que puede penetrar, y en los estratos más bajos. Lo abierto (la boca, el ano, la vagina, etc.) y lo que puede penetrar (la nariz, el pene, etc.) permiten el intercambio entre el cuerpo y el mundo (fundamentalmente a través del sexo, la comida y la bebida). Al mismo tiempo, produce material que degrada (insultos, orina, heces, etc.). Las partes más bajas del cuerpo (el vientre, el útero, etc.) son el lugar donde sucede la renovación, donde se crea nueva vida, por ende, se conecta la degradación con el cambio. El cuerpo grotesco vive los excesos sin avergonzarse, y va en contra de la autoridad y la austeridad piadosa.
La noción de carnaval para Bajtín está ligada al grotesco. En el carnaval, las jerarquías sociales y las propiedades están suspendidas; se pone el énfasis en el cuerpo en su dimensión abierta, en su conexión con la vida en la comunidad. Este énfasis en la dimensión material conecta a los seres humanos genera la consciencia de la continuidad de la vida humana como un todo: por cada muerte, hay un nacimiento; una renovación del espíritu humano. Este proceso permite progresar. Por su inscripción en el tiempo y su hincapié en los cambios del cuerpo (la comida, la excreción, el sexo), el grotesco fue interpretado por algunos críticos como la dimensión del cuerpo que permite pensar la historicidad del ser humano: según esta mirada, puede ser un dispositivo para medir.

### Historia de la risa
Bajtín comienza su obra con una cita de Alexander Herzen que afirma que sería muy interesante escribir la historia de la risa. Una de las primeras expresiones de la concepción del mundo antiguo sobre la risa es un texto que sobrevivió en la forma de cartas apócrifas de Hipócrates sobre Demócrito (Tratados hipocráticos, epístolas 10-21). La risa de Demócrito tenía un carácter filosófico, ya que estaba dirigida hacia la vida del ser humano y todos los miedos y esperanzas vanos sobre la muerte, los dioses y la vida de ultratumba. Demócrito hace de su risa una concepción del mundo, una premisa espiritual del hombre que ha madurado y se ha despertado. Hipócrates coincidía con él.